# Mémoires de la Société des Sciences Physiques et Naturelles de Bordeaux
Mémoires de la Société des Sciences Physiques et Naturelles de Bordeaux (abreviado Mem. Soc. Sci. Phys. Nat. Bordeaux) fue una revista científica con ilustraciones y descripciones botánicas que fue publicado en Burdeos desde 1855 hasta 1936.

## Publicaciones
- Serie n.º 1, vols. 1-10: 1855-75
- Serie n.º 2, vols. 1-5: 1876-83
- Serie n.º 3: vols. 1-5: 1884-90
- Serie n.º 4: vols. 1-5: 1893-95
- Serie n.º 5, vols. 1-5: 1896-1901
- Serie n.º 6, vols. 1-5: 1901-10
- Serie n.º 7, vols. 1-5: 1917-36